# Stadion Zimowy w Tychach
Stadion Zimowy – lodowisko w Tychach, na którym swoje mecze rozgrywa drużyna hokejowa GKS Tychy. Obiekt jest własnością miasta Tychy. Posiada oświetlenie, przystosowane do transmisji telewizyjnych.

## Historia
Stadion Zimowy został oddany do użytku 4 grudnia 1968, jako obiekt otwarty (nie posiadający zadaszenia). 30 kwietnia 1978 zakończono budowę dachu nad lodowiskiem. W latach 1991–1992 miała miejsce pierwsza modernizacja tafli lodowej - wymieniono płyty i orurowanie oraz zmodernizowano system chłodzenia. 24 sierpnia 2005 nastąpiła awaria przestarzałego amoniakalnego systemu chłodniczego, co spowodowało sprowadzenie tymczasowego systemu chłodniczego. W 2006 zainstalowano nowy kontenerowy agregat mrożeniowy. W 2007 rozpoczął się gruntowny remont obiektu, który zakończono w grudniu 2008, a jego koszt wyniósł ponad 27,5 mln złotych.

## Informacje
- Szatnie dla zawodników: 9
- Powierzchnia obiektu: 5 722 m² (powierzchnia użytkowa), 4 982 m² (powierzchnia zabudowy)
- Kubatura: 71 689 m³
- System chłodzenia: kontenerowy agregat chłodniczy o mocy 600 kW, orurowanie ma łączną długość ok. 20 km, bezpośrednie chłodzenie za pomocą glikolu

## Wydarzenia

### Sportowe
- Podczas IX Zimowego Europejskiego Festiwalu Młodzieży "Śląsk-Beskidy 2009" odbywały się tu zawody w hokeju na lodzie.
- W dniach 14 - 20 kwietnia 2013 odbył się tu turniej Mistrzostw Świata U18 Dywizji IB[1].